# Giovanni Bellini
Giovanni Bellini, también conocido por su apodo Giambellino (Venecia, h. 1433 - id. 26 de noviembre de 1516) fue un pintor cuatrocentista veneciano, uno de los artistas más importantes del Renacimiento veneciano. Probablemente sea el miembro más conocido de una familia de pintores venecianos que incluyó a su padre Jacopo, su hermano Gentile y su cuñado Andrea Mantegna. Está considerado como un artista que revolucionó la pintura veneciana, haciéndola progresar hacia un estilo más sensual y colorista. Gracias al uso de pintura al óleo clara y de secado lento, Giovanni creó tintes intensos y ricos y sombras detalladas. Su suntuoso colorido y los paisajes fluidos y con atmósfera tuvieron un gran efecto en la escuela de pintura veneciana, especialmente en sus alumnos Giorgione y Tiziano.

## Biografía
Aunque sus contemporáneos apreciaron a Giovanni Bellini como un gran pintor, su vida está relativamente poco documentada; numerosas obras suyas de capital importancia carecen de un encuadramiento definitivo por la escasez de datos seguros.

### Orígenes

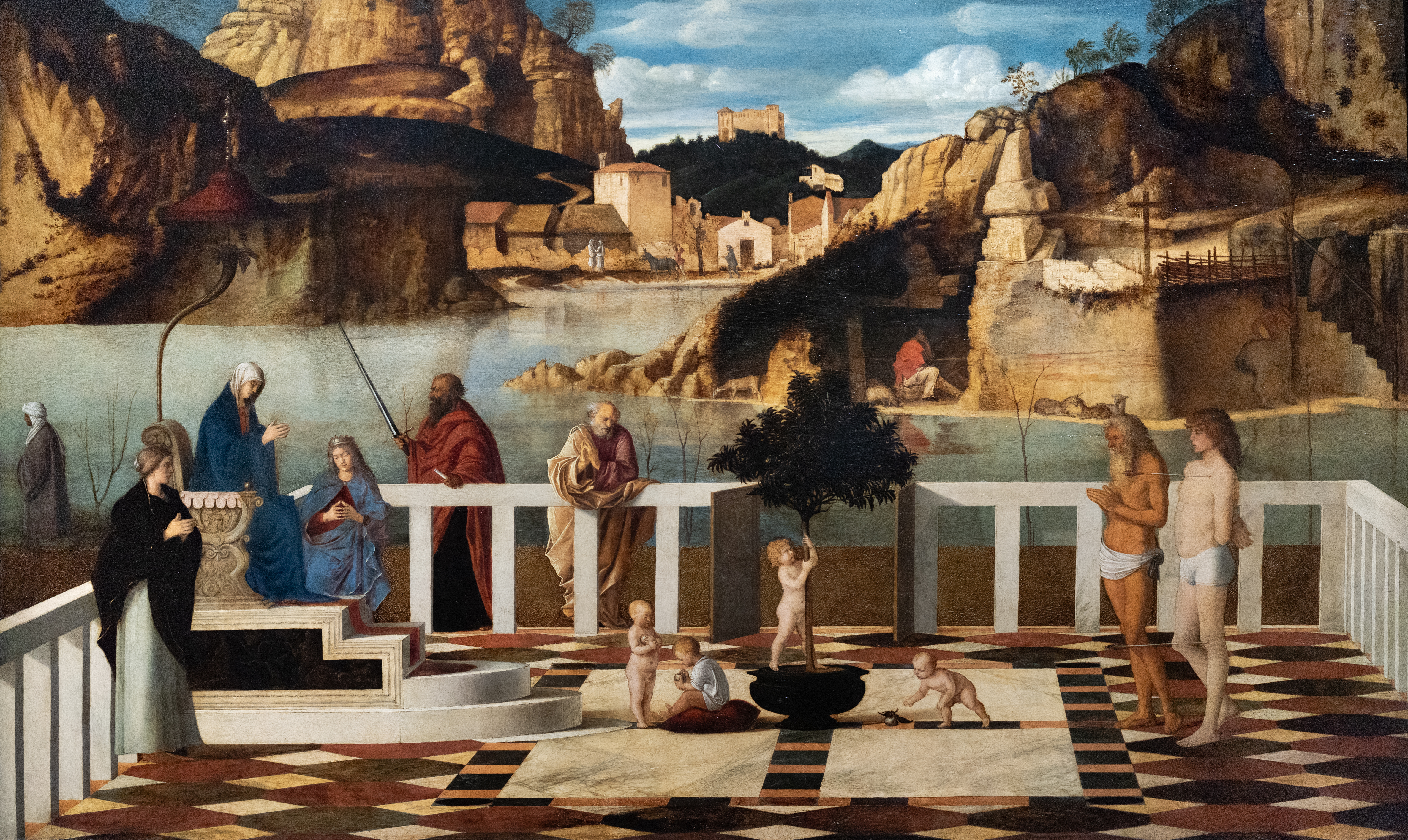
Sacra Alegoría (1490; Uffizi de Florencia).

Giovanni Bellini nació en Venecia, aunque no se conoce la fecha exacta de su nacimiento. Era hijo de un artista veneciano establecido, Jacopo Bellini. Giorgio Vasari afirma que murió con noventa años en 1516, de ahí que se le considerara nacido en 1426. Pero el historiador florentino, en quien son comunes estos errores en artistas que no conoció, es desmentido por un documento del testamento de la madre de Bellini, la marsicana Anna Rinversi, redactado con ocasión de su primer parto en 1429. No es seguro si él era el primogénito de la familia o no: las fuentes contemporáneas hablan siempre de Gentile mayor que Giovanni, e incluso podría serlo su hermana Nicolosia (que luego casó con Andrea Mantegna) o un cuarto hermano, Niccolò, descubierto sólo en el año 1985 por Meyer Zu Capellen. La fecha de nacimiento de Giovanni no estaría entonces en los años veinte, sino, al menos, alrededor de 1432-1433, si no más tarde.
Luego está la cuestión de su legitimidad. Normalmente se le considera hijo natural, nacido del padre fuera del matrimonio con otra mujer, o de un matrimonio precedente al de Anna, tomando como base el documento del testamento de Anna Rinversi de noviembre de 1471, cuando, ya viuda de Jacopo, dispone que sus bienes pasaran a Niccolò, Gentile y Nicolosia. Como no menciona a Giovanni, Fiocco (1909) consideró que eso probaba que era otra su madre. Esta tesis no se apoya en ninguna otra prueba y la crítica posterior ha sido cautelosa al respecto.

### Fase juvenil

#### Los inicios artísticos
Creció en la casa de su padre, en cuyo taller se inició en el oficio, junto a sus hermanos Gentile y Niccolò. Los comienzos de Giovanni en el arte son inseguros y deben situarse en los años 1445-1450, si bien ninguna obra conocida del artista se atribuye unánimemente a aquel período. Entre los candidatos un tiempo más probables estuvieron un San Jerónimo del Instituto Barber de Birmingham y una Crucifixión del Museo Poldi Pezzoli. La crítica más reciente, sin embargo, atribuye estas obras a la producción genérica veneciana de la primera mitad del siglo XV.
Hasta la edad de casi treinta años, su pintura está dominada por un hondo sentimiento religioso y un patetismo humano. Sus pinturas de este período temprano están todas ejecutadas en el antiguo método del temple. Su obra siguió el ejemplo del taller paterno y de los Vivarini, los dos más importantes centros pictóricos de la Venecia de la época. Para encontrar una primera mención cierta de Giovanni, hay que acudir a un documento del 9 de abril de 1459, cuando prestó testimonio en presencia del notario veneciano Giuseppe Moisis, constando como residente en solitario en San Lio.
Esto no significa, sin embargo, que el artista trabajara ya en solitario, al menos en los grandes encargos. Un testimonio de Fra Valerio Polidoro del año 1460 revela que realizó, junto con Jacopo y Gentile, el perdido retablo Gattamelata para la basílica del Santo en Padua, destinada a una nueva capilla dedicada a los santos Bernardino y Francisco.

#### La fasemantegnesca

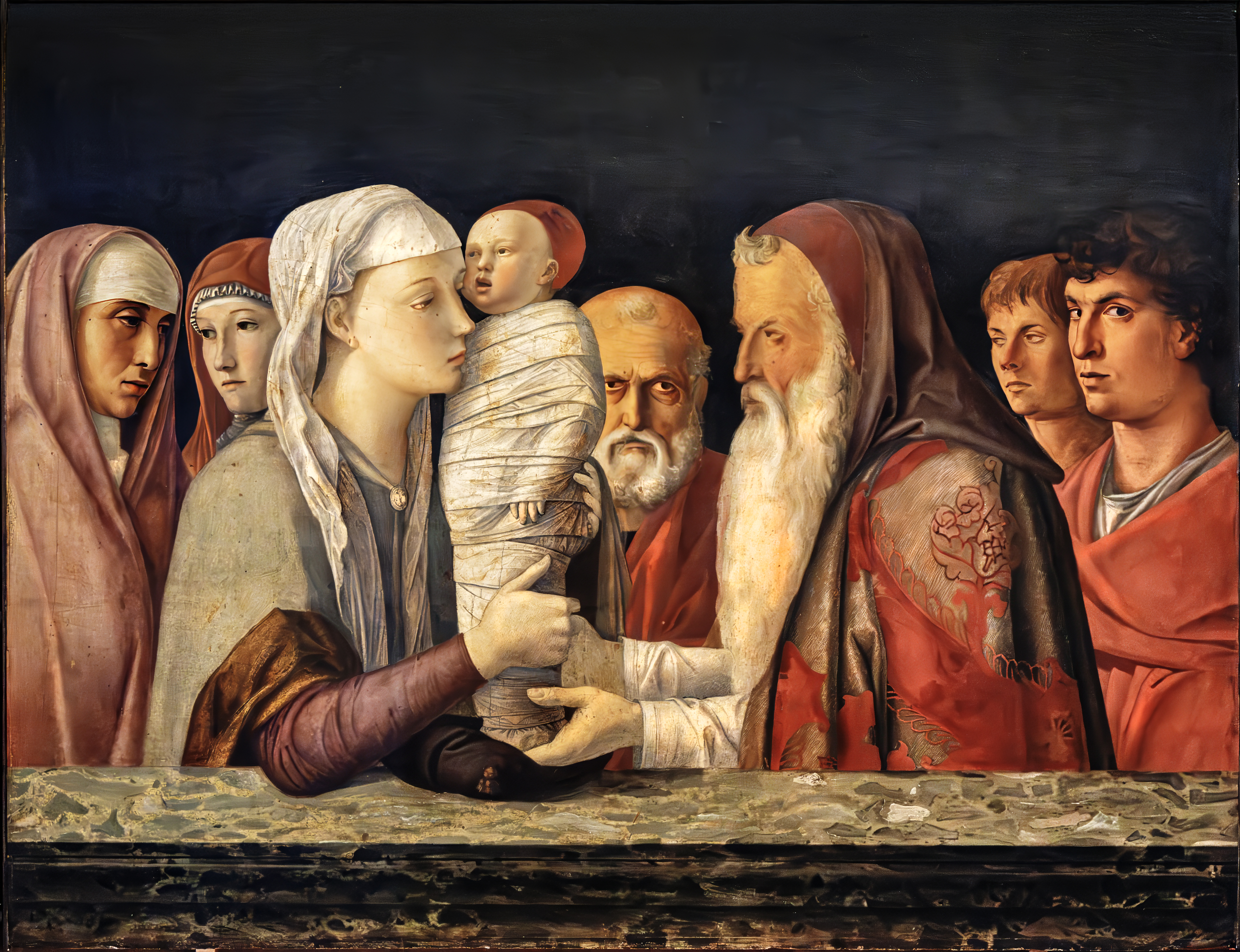
Giovanni Bellini, Presentación en el Templo

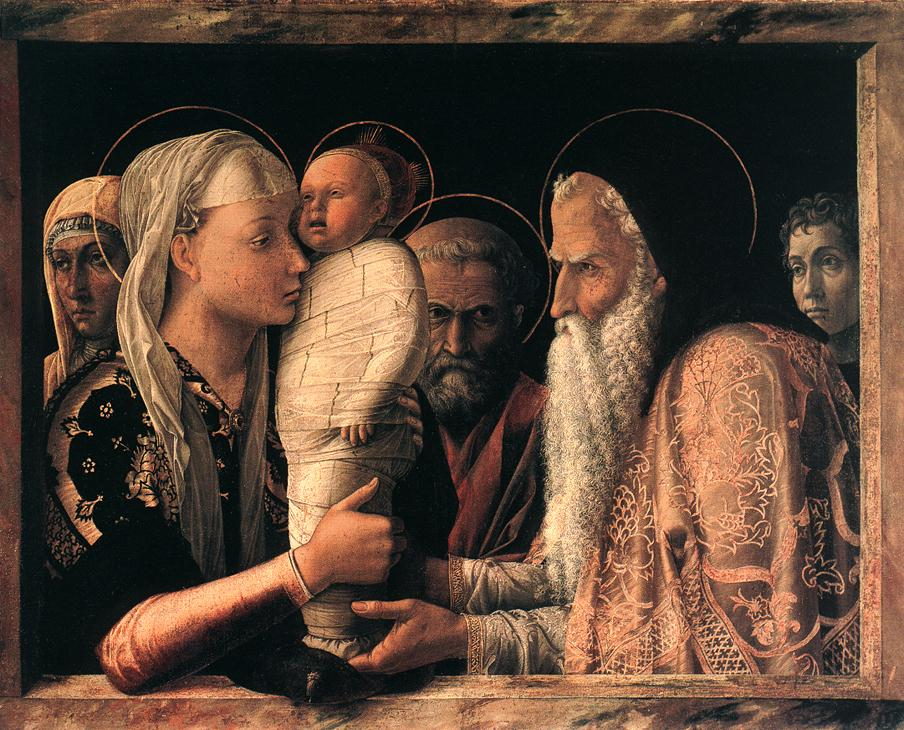
Andrea Mantegna, Presentación en el Templo

Las primeras obras de Giovanni se han relacionado a menudo, compositiva y estilísticamente, con las de Andrea Mantegna (1431–1506), que se convirtió en su cuñado en el año 1453. A esta influencia une la de Ansuino da Forlì, con formas rotas, cierta rudeza en el sello, que se va dulcificando progresivamente, y una composición minuciosa de los elementos. Entre las primeras obras que presentan estas características figuran las dos tablas de La crucifixión (h. 1455) y La transfiguración (h. 1455-1460) que se encuentran en el Museo Correr de Venecia. Las figuras son sutil y crudamente expresivas, la anatomía huesuda, el paisaje amplio pero con detalles minuciosos, con líneas secas y "rocosas".
La relación con Mantegna se ejemplifica plenamente al confrontar obras parecidas, o en algunos casos, de idéntica composición. Es el caso, por ejemplo, de Cristo en el Monte de los Olivos de la National Gallery de Londres (h. 1459), similar a una obra de análogo tema de Mantegna en el mismo museo (h. 1455). Las dos derivan de un dibujo de Jacopo Bellini de su cuaderno de esbozos, hoy en Londres. Comparten una atmósfera lívida y enrarecida, con un paisaje rocoso y árido, y un trazo bastante forzado. En la obra de Bellini, sin embargo, los colores son menos oscuros y esmaltados, más naturales y menos "pétreos", y las formas están dulcificadas por líneas curvas, como el pulido "cojín de roca" sobre el que Jesús se arrodilla.
Más evidente es aún la comparación entre las dos Presentaciones en el Templo (h. años 1455-1460), más antigua la de Mantegna que la de Bellini. Tienen la misma composición y personajes: la Virgen y el Niño apoyados en un marco marmóreo en primer plano, con un viejo y caduco sacerdote que se adelanta a coger al niño mientras José, en segundo plano y medio oculto, mira la escena frontalmente. En la tabla de Mantegna el marco, recurso necesario para los habituales experimentos de "ruptura" espacial hacia el espectador, rodea todo el cuadro, con dos figuras laterales, quizá el autorretrato suyo y retrato de su mujer Nicolosia, y con una entoncación a un colorido reducido, que hace parecer a los personajes austeros y sólidos como esculturas de roca. En la Presentación de Bellini hay dos más, incluido su autorretrato. Organiza el grupo de otra manera, como una pequeña muchedumbre humana; la cornisa ha dejado el sitio a un alféizar más ágil, que aísla menos las figuras respecto al espectador, y los colores, sobre todo blancos y rojos, presentan mayor dulzura y naturalismo en las carnaciones y demás superficies.

#### La serie de lasVírgenes con Niño
Hacia el año 1460 Giovanni debió empezar la serie de las Vírgenes con Niño, que caracterizó como tema toda su carrera. Son imágenes de dimensiones pequeñas o medianas destinadas a la devoción privada, abundantísima en la producción veneciana del siglo XV. Pueden mencionarse la Virgen con Niño del Museo Malaspina de Pavía, la de Filadelfia, la Virgen Lehman en Nueva York y la llamada Virgen griega de la Pinacoteca de Brera en Milán.
En estas obras se unen influencias bien vivas en Venecia, gracias a su actividad mercantil: bizantinas, como se ve en la fijeza icónica de la divinidad, y flamencas, con su atención analítica al detalle. Además Giovanni se vio influido por la escuela toscana difundida en el Véneto en aquellos años por la presencia durante años de Donatello en Padua (1443-1453) y el ejemplo de Andrea Mantegna (1431–1506), convertido ya en cuñado en 1453, con el cual se estableció una intensa relación de intercambio personal y artístico; con las obras de su cuñado se han relacionado a menudo, compositiva y estilísticamente, las primeras obras de Giovanni.
La primera producción de Bellini tiene también características propias, dadas por "una peculiar y dulcísima tensión que siempre une a la madre y al hijo en una relación de pathos profundo". La composición se toma de los iconos bizantinos y cretenses, en algunos casos con extrema fidelidad. Pero fue radical la conversión de tales estereotipos inmóviles en figuras vivas y poéticas, capaces de instaurar una relación íntima con el espectador.

#### La serie de la Piedad

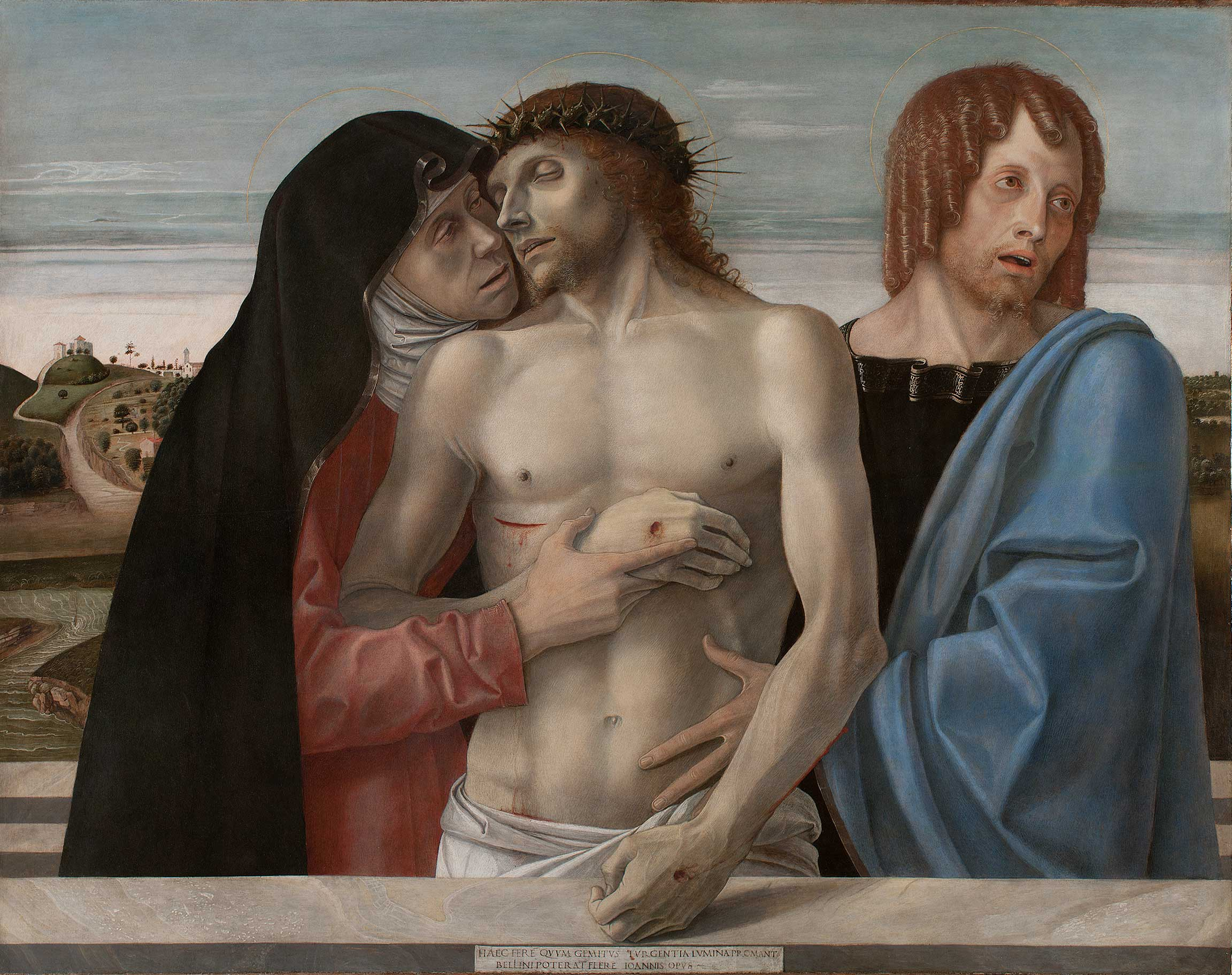
Pietà: Cristo muerto sostenido por la Virgen y San Juan, 1460; temple sobre tabla; Pinacoteca de Brera, Milán.

También trató en aquellos años el tema de la Pietà, representación artística de Cristo muerto sostenido por la Virgen. Lo hizo en un estilo distinto y algo más personal, con menos dureza en los contornos y un tratamiento más amplio de las formas y los vestidos, pero sin atenuar la intensidad del sentimiento religioso. Esta iconografía se inspiraba también en modelos bizantinos: la imago pietatis. Los prototipos de la serie son la Piedad de la Accademia Carrara de Bérgamo y la del Museo Poldi Pezzoli, que datan entre los años cincuenta y sesenta; las siguieron el Cristo muerto sujetado por dos ángeles del Museo Correr, con influencias de Mantegna, la célebre Piedad de la Pinacoteca de Brera (h. 1465-1470) y la de Rímini (h. 1474).

### La madurez artística
Entre el año 1464 y el 1470 Giovanni se encontró involucrado con el taller de su padre en la ejecución de cuatro grandes trípticos para la recientemente reconstruida iglesia de Santa María de la Caridad en Venecia. Se trata de los trípticos dedicados a San Lorenzo, San Sebastián, a la Virgen María y a la Natividad, que fueron desmontados y recompuestos en la época napoleónica antes de entrar en la Galería de la Academia, atribuidos a los Vivarini, donde se encuentran hoy en día. Se trata de obras interesantes, pero su ejecución se atribuye hoy en gran medida a otras personalidades, mientras que el proyecto general es obra de Jacopo Bellini. Entre los cuatro, el más autógrafo de Giovanni es el Tríptico de San Sebastián.

#### El políptico de San Vicente Ferrer

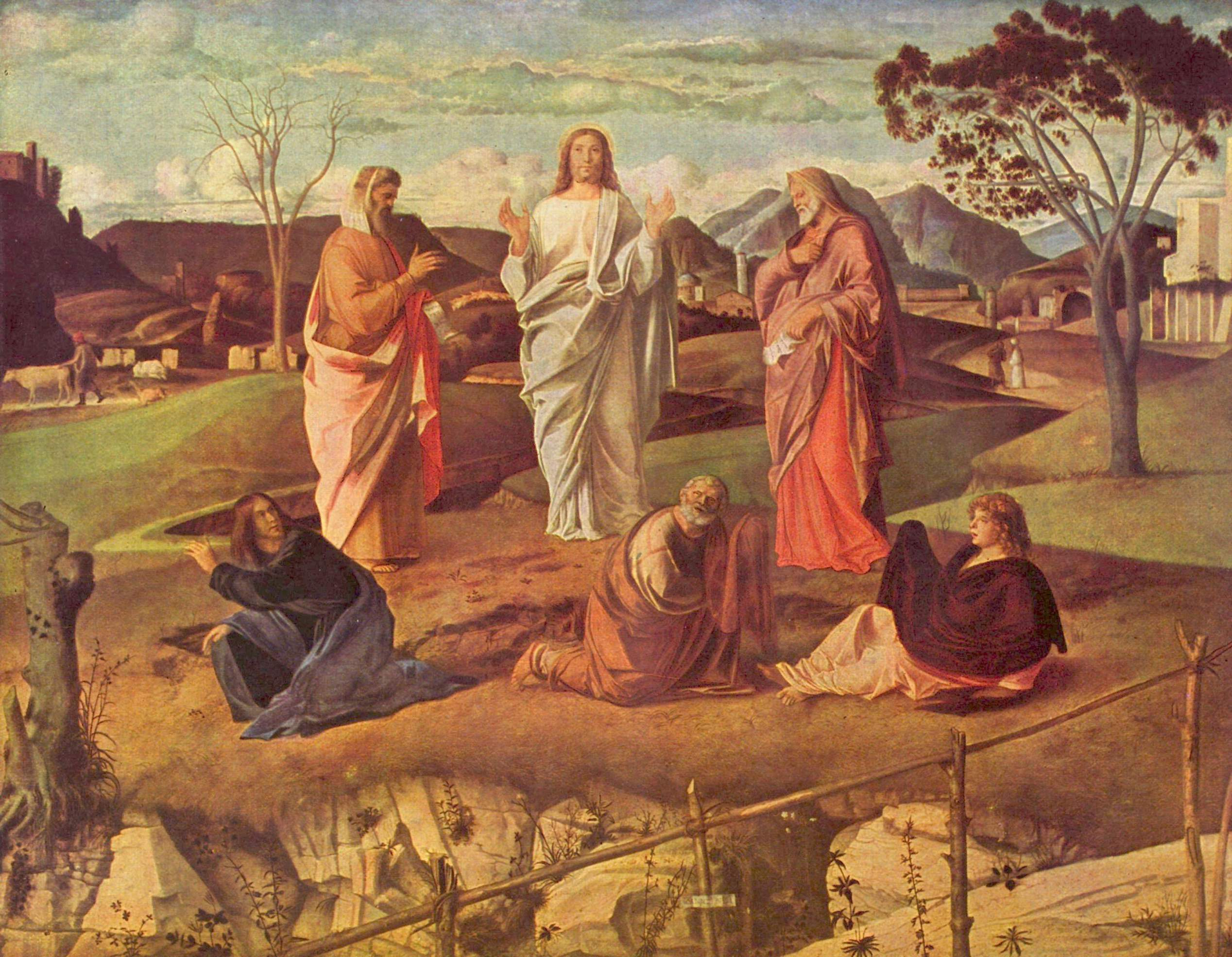
Transfiguración de Cristo, h. 1487; óleo sobre tabla; Museo de Capodimonte, Nápoles.

El Tríptico de San Sebastián está considerado una especie de prueba general para su primera gran obra como pintor, el Políptico de San Vicente Vicente Ferrer (1464-1468). Fue ejecutado para la capilla homónima de la basílica de San Zanipolo en Venecia. Pintó nueve compartimentos dispuestos en tres registros, sobre los que estaba presente como coronamiento también una luneta perdida con el Padre Eterno.
Los santos del registro central están caracterizados por un fuerte mecanismo plástico, subrayado por la grandeza de las figuras, las líneas enfáticas de las anatomías y de los ropajes, el uso genial de la luz que irradia desde la parte baja hacia algunos detalles, como el rostro de San Cristóbal. El espacio está dominado por el paisaje lejano sobre el fondo y la profundidad en perspectiva sugerida por pocos elementos, como las flechas en escorzo de san Sebastián o el largo bastón de san Cristóbal.
En 1470 Giovanni recibió su primer nombramiento para trabajar junto con su hermano y otros artistas en la Scuola di San Marco, donde entre otros temas le encargaron pintar un Diluvio con el arca de Noé. No ha sobrevivido ninguna de las obras del maestro de este tipo. Se han perdido la mayoría de los grandes encargos públicos de Giovanni. Hubo un famoso retablo pintado en temple para una capilla en la iglesia de San Juan y San Pablo, que desapareció en un incendio en el año 1867, junto con el San Pedro mártir de Tiziano y la Crucifixión de Tintoretto.
A la década posterior a 1470 debe asignarse probablemente la Transfiguración (a la derecha) que actualmente se conserva en el museo de Nápoles, repitiendo con mayor madurez y en un espíritu más sereno el tema de sus anteriores esfuerzos en Venecia.

#### El Retablo de Pésaro

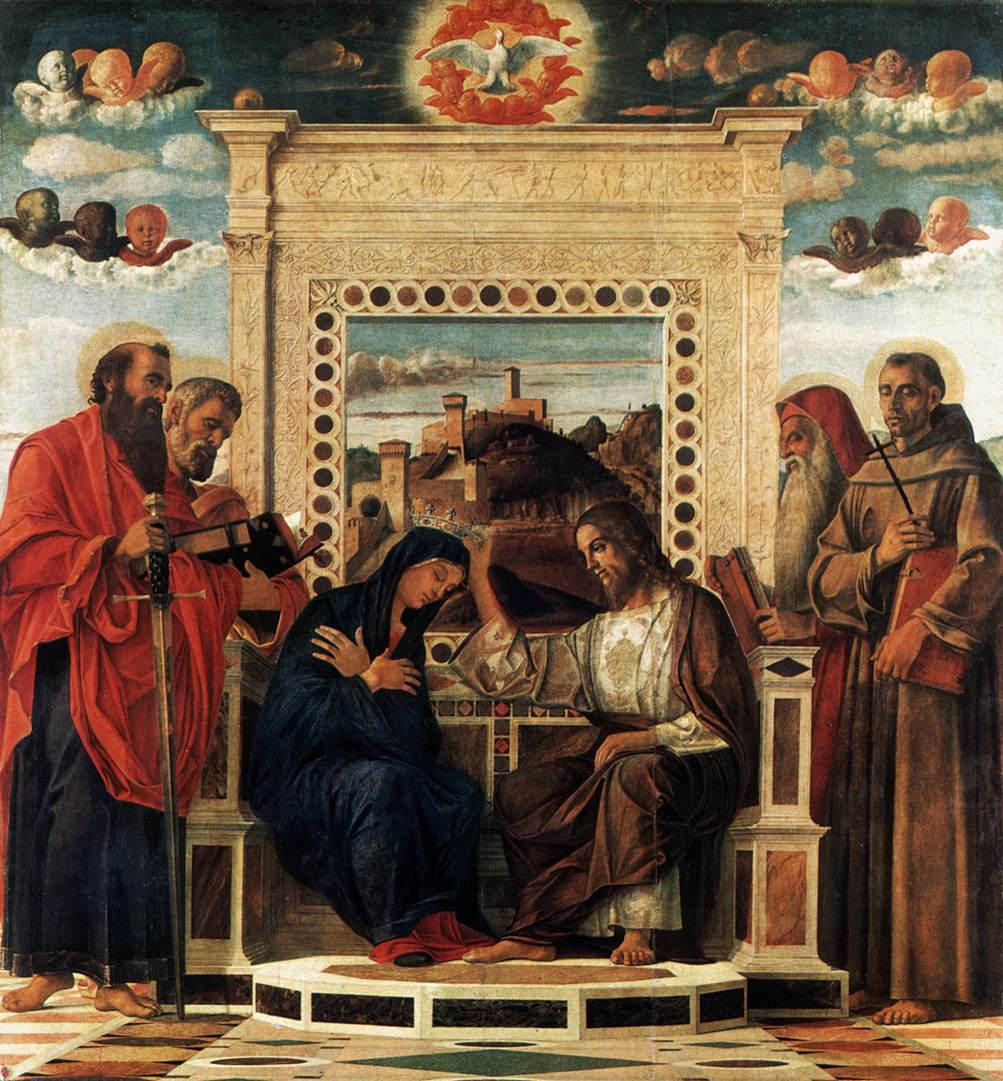
El Retablo de Pésaro, panel central

El famoso retablo dedicado a la Coronación de la Virgen, posiblemente del 1475, (), ejecutada para la Iglesia de San Francisco de Pésaro y hoy en el museo municipal local, llevó la influencia de Bellini sobre pintores que no eran vénetos, como es el caso de Marco Palmezzano, de Forlí. Parece que es su más temprano esfuerzo en una forma de arte que previamente casi monopolizó en Venecia la escuela rival de los Vivarini. En esta obra se aprecian las influencias de Piero della Francesca: Giovanni Bellini se va alejando del estilo paterno y supera resabios del gótico tardío. Sintetiza el color con la forma y unifica en un mismo espacio los objetos y demás seres figurados.
Con este retablo alcanza Giovanni su estilo de madurez. e impostación plenamente renacentista con la forma rectangular, coronada originariamente por una Piedad que hoy se encuentra en la Pinacoteca Vaticana. El gran panel central muestra una Coronación de la Virgen marca el logro de un nuevo equilibrio, donde las lecciones de Mantegna resultan sublimadas por una luz clara al estilo de Piero della Francesca. La impostación compositiva sigue los esquemas de algunos monumentos funerarios de la época, pero registra también la extraordinaria invención del cuadro dentro del cuadro, con la espaldera del trono de Jesús y María que se abre como una cornisa, encuadrando un paisaje que parece una reducción, por dimensiones, luz y estilo, del mismo retablo en el interior de sí mismo.
Aquí se unen también los primeros influjos de Antonello da Messina, que llegó a Venecia en el año 1475, introduciendo en la ciudad el uso de la pintura al óleo, la unión del amor por el detalle flamenco y el sentido italiano de la forma y de la composición unitaria, así como la prevalencia de la luz.

#### Los retratos

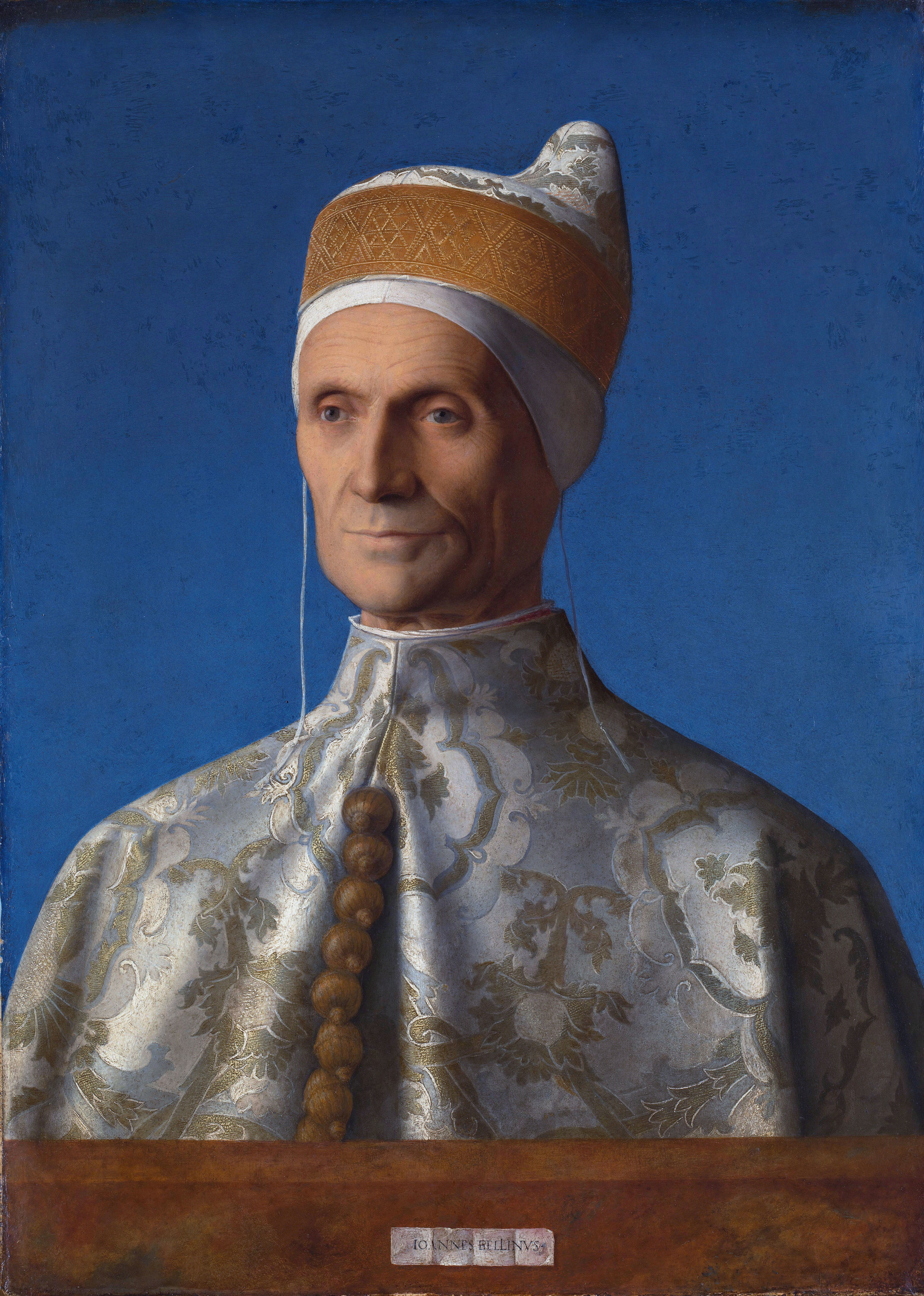
El dux Leonardo Loredan, h. 1501-1504 (The National Gallery, Londres)

La liberación del color y de la luz que logra en sus Vírgenes, aparece también en sus retratos cuyos paisajes de fondo representan de forma realista de la naturaleza. Giovanni Bellini muestra la naturaleza animada por el trabajo humano, o a veces también aquietada, o detenida, rodeada por gran variedad cromática y lumínica. Contemporáneamente a la amplia producción de arte sagrado, Bellini se dedicó al menos hasta finales de los años setenta a la realización de intensos retratos que, si bien escasos en número, fueron extremadamente significativos en sus resultados. El más antiguo documentado es el Retrato de Jörg Fugger de 1474, seguido por el Retrato de joven vestido de rojo y por el Retrato de un condotiero, ambos de la Galería Nacional de Arte de Washington D. C. La influencia de Antonello da Messina es evidente, pero las obras de Giovanni se distinguen por una relación psicológica entre el retratado y el espectador menos evidente, entonado en un diálogo menos directo y más formal.
En 1479 su hermano Gentile marcha a Constantinopla a trabajar para el sultán Mehmed II, por lo cual Giovanni toma su puesto en la ejecución de los frescos del Palacio Ducal veneciano, que serían destruidos en 1577 por un incendio. Después de 1479–1480 gran parte del tiempo y energía de Giovanni fueron consumidos por sus deberes como conservador de las pinturas en el gran salón del Palacio Ducal. La importancia de este encargo puede medirse por el pago que Giovanni recibió: le concedieron, primero la reversión del lugar de un agente en el Fondaco dei Tedeschi, y más tarde, como sustitución, una pensión fija anual de ochenta ducados. Además de reparar y renovar las obras de sus predecesores, se encargó, a partir del año 1492 en una serie de telas para la Sala del Consejo Mayor del Palacio Ducal, que ilustraba el papel que tuvo Venecia en las guerras de Federico Barbarroja y el papado. Estas obras, ejecutadas con grandes interrupciones y retrasos, fueron objeto de admiración universal cuando las terminó, pero no queda nada de ellas ya que desaparecieron en el incendio de 1577; tampoco han pervivido otros ejemplos de sus composiciones históricas y procesionales, que permitieran comparar su estilo en tales temas con el de su hermano Gentile.
La dedicación al palacio Ducal hizo que en estos años Giovanni no se centrara tanto en los retablos, dejando provisionalmente el campo libre, dentro de Venecia, al pintor Cima da Conegliano. Quedan, no obstante, obras de temática religiosa, de menor tamaño, que demuestran una gradual liberación de las últimas restricciones del estilo cuatrocentista; gradualmente fue adquiriendo una completa maestría en el nuevo medio al óleo y dominando todos, o casi todos, los secretos de la perfecta fusión de colores y gradación atmosférica de tonos. Va imponiendo la riqueza cromática, como se puede apreciar en obras de esta época como La transfiguración de los años 1480. Además, quedan por estudiar las relaciones entre el taller de los Bellini y el que, en los años noventa, abrió en Venecia Marco Palmezzano, pues se notan interesantes intercambios entre las obras posteriores de las dos escuelas.

#### Retablos deSan Giobbey San Zacarías

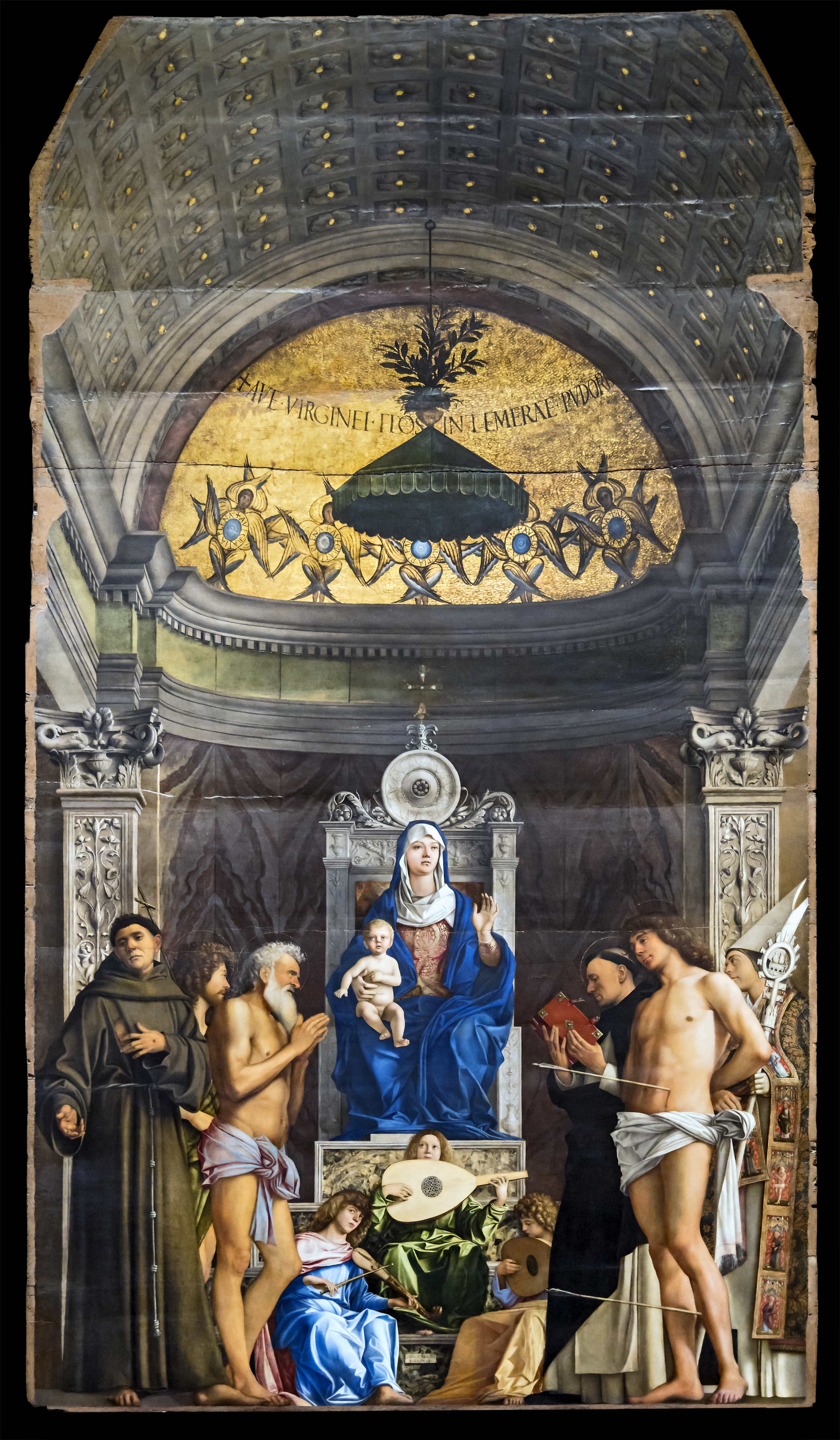
Retablo de San Giobbe, h. 1487; óleo sobre tabla; Accademia, Venecia.

Un intervalo de algunos años, sin duda ocupados principalmente con trabajo en el Salón del Gran Consejo, parece separar el Retablo de San Giobbe (a la izquierda), y el de la iglesia de San Zaccaria en Venecia (a la derecha). Formalmente, las obras son muy parecidas, de manera que compararlas sirve para ilustrar el cambio en la obra de Bellini a lo largo de la última década del Quattrocento. Ambos cuadros son el modelo de una Sacra conversazione (conversación sagrada entre la Virgen y santos). Ambos muestran a la Virgen sentada en un trono (con el cual se aludía al trono de Salomón), en medio de columnas clasicistas. Tanto el lugar como las figuras sagradas debajo de una semi-cúpula con mosaicos dorados recuerdan la arquitectura bizantina en la San Marcos.
En el retablo de San Giobbe, Bellini maduró y ofreció una respuesta completa a las novedades introducidas por el siciliano Antonello da Mesina en Venecia, haciendo una de sus obras más renombradas, citada ya en el De Urbe Sito de Sabellico (1487-1491). El retablo, que fue ejecutado en torno al año 1480, se encontraba originalmente en el segundo altar por la derecha de la iglesia de San Giobbe en Venecia, donde con su espacialidad pintada completaba ilusoriamente la real del altar. Una gran bóveda con casetones presenta en perspectiva la composición sagrada, con pilastras laterales pintadas iguales a aquellas realmente a los lados del altar. Un profundo nicho en sombras acoge en el centro el grupo sagrado de la Virgen con Niño y ángeles músicos entre seis santos, a la sombra de un cráneo cubierto por mosaicos dorados en el más típico estilo veneciano. Se trata así de una prolongación virtual del espacio real de la nave, con figuras al tiempo monumentales y cálidamente humanas, gracias al rico empasto cromático.

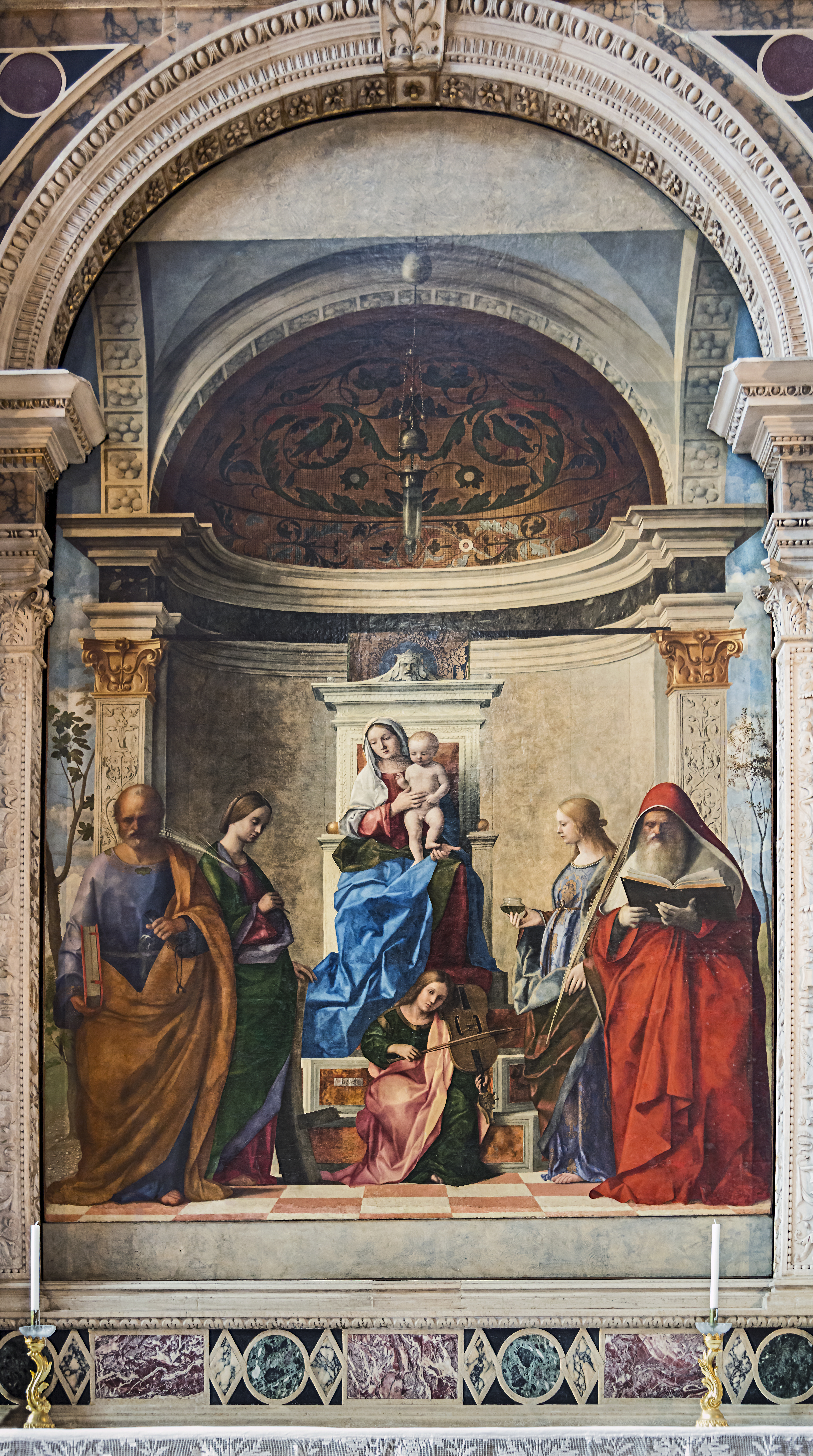
Retablo de San Zaccaria, 1505; óleo sobre lienzo, transferido desde tabla; San Zaccaria, Venecia.

El imponente retablo de San Zacarías, firmado y datado en el año 1505, se conserva en el lugar de origen, la iglesia de San Zacarías de Venecia. En este retablo posterior, Bellini representa a la Virgen rodeada por (desde la izquierda): San Pedro sosteniendo sus llaves y el Libro de la Sabiduría; Santa Catalina y Santa Lucía junto a la Virgen, cada una de ellas con la palma del martirio y el símbolo de su tortura (Catalina la rueda, y Lucía un plato con sus ojos); San Jerónimo, que tradujo la Biblia griega a la primera edición en latín (la Vulgata). Estilísticamente, la iluminación en la obra de San Zaccaria se ha hecho tan suave y difusa que hace que, por comparación, la de San Giobbe parezca casi llamativa por contraste. El uso que Giovanni hace del óleo ha madurado, y las figuras sagradas parecen estar envueltas en un aire quieto, enrarecido. El retablo de San Zaccaria está considerado quizá el más bello e imponente de los retablos de Giovanni, y está datado del año 1505, el año posterior a la Virgen de Castelfranco pintada por Giorgione.

#### El Tríptico de los Frari
En el año 1488 Bellini firmó y dató el Tríptico de los Frari, para la Basílica de Santa María dei Frari en Venecia, donde aún se conserva. En esta obra las experimentaciones ilusionísticas del Retablo de San Giobbe se desarrollan aún más, con el marco que "sostiene" el techo pintado en tres compartimentos, iluminados con vigor de manera que parezcan reales. Detrás del trono de María se abre de hecho un nicho con mosaicos dorados, con un estudio luminoso que sugiere una vasta profundidad en perspectiva.

#### Palio del duque Barbarigo
También del mismo año 1488 está datado y firmado el Palio del duque Barbarigo (Virgen con Niño, san Marcos, san Agustín y Agostino Barbarigo arrodillado), en la iglesia de San Pedro Mártir en Murano, uno de los pocos episodios cronológicamente ciertos en la carrera del artista, gracias a la mención también en el testamento del dux Agostino Barbarigo. En el cuadro San Marcos, protector de Venecia y por lo tanto de los dogos, presenta al devoto arrodillado ante la Virgen con gesto afectuoso. La concepción espacial quattrocentesca es aquí abandonada por vez primera, en favor de una relación más libre entre la naturaleza y la Sacra conversazione, e incluso la extensión pictórica representa uno de los primeros experimentos de pintura tonal, diferente a la de Giorgione que siempre está unida al tema del lirismo profano, que aquí falta.

### Hacia lamaniera moderna
Al aproximarse el siglo XVI, Bellini desarrolló siempre mayormente un acercamiento innovador a la pintura y a la relación entre las figuras y el paisaje, que fue luego retomado por Giorgione, Tiziano y otros dando origen a las extraordinarias innovaciones de la pintura veneciana del Renacimiento maduro.
De la actividad de Giovanni en el intervalo entre los retablos de San Giobbe (h. 1487) y San Zaccaria (1505), hay unas pocas obras, aunque la mayoría de su producción desapareció con el fuego del Palacio Ducal de Venecia en 1577. Entre el año 1490 y 1500 data Alegoría cristiana de los Uffizi, una de las obras más enigmáticas de la producción belliniana y renacentista en general, poblada por una serie de figuras simbólicas cuyo significado aún hoy es esquivo.
La Virgen con el Niño entre las santas Catalina y María Magdalena, hoy en la Galería de la Academia, conocida como Conversación Sagrada Giovanelli data de 1500-1504. En esta tabla se lee una madurez en el estilo del artista ligada a una expresión esfumada del color, del tipo leonardesco. La luz cae de lado, avanzando mórbidamente sobre los ropajes y sobre las encarnaduras de las santas, en una atmósfera silente y absorta, puesta en evidencia por el fondo oscuro, privado de toda connotación. La composición es simétrica, como en todas las conversaciones sagradas de Giovanni, y la profundidad se sugiere solo por la posición de lado de las dos santas, que crean una suerte de alas diagonales dirigidas al grupo sacro central. Los personajes aún están separados del paisaje de detrás, pero la vista naturalística es ya unitaria, límpida y cargada de valores atmosféricos dados por la coherente luz dorada.
El Retrato del dux Leonardo Loredan, datado hacia el año 1501 marcó la plena madurez de las lecciones de Antonello da Messina, evidente en el realismo general de las arrugas como en los vestidos, donde lo físico asume el valor de la dignidad del cargo del sujeto. Las características psicológicas son sublimadas por un solemne distanciamiento, en nombre del decoro del papel jerárquico del sujeto.
Los últimos diez o doce años de la vida del maestro lo vio asediado con más encargos de los que podía terminar. Ya en los años 1501–1504 Isabel, marquesa Gonzaga de Mantua había tenido gran dificultad para obtener la entrega por parte de él de una pintura de la Virgen y Santos (hoy perdida) para la que había pagado algo por adelantado. En 1505 ella intentó obtener, a través del Cardenal Bembo otro cuadro de él, esta vez de tema secular o mitológico. Cuál fuera el tema de esta pieza, o si realmente se llegó a entregar, es algo que se desconoce.
Se llega así a la obra maestra indiscutible de La madona del prado (h. 1505), una suma de significados metafóricos y religiosos unidos a una profunda poesía y emocionalidad. El paisaje es límpido y enrarecido, con una luminosidad serena, que representa el ideal de la quietud, entendida como conciliación espiritual, idílica y eremítica.

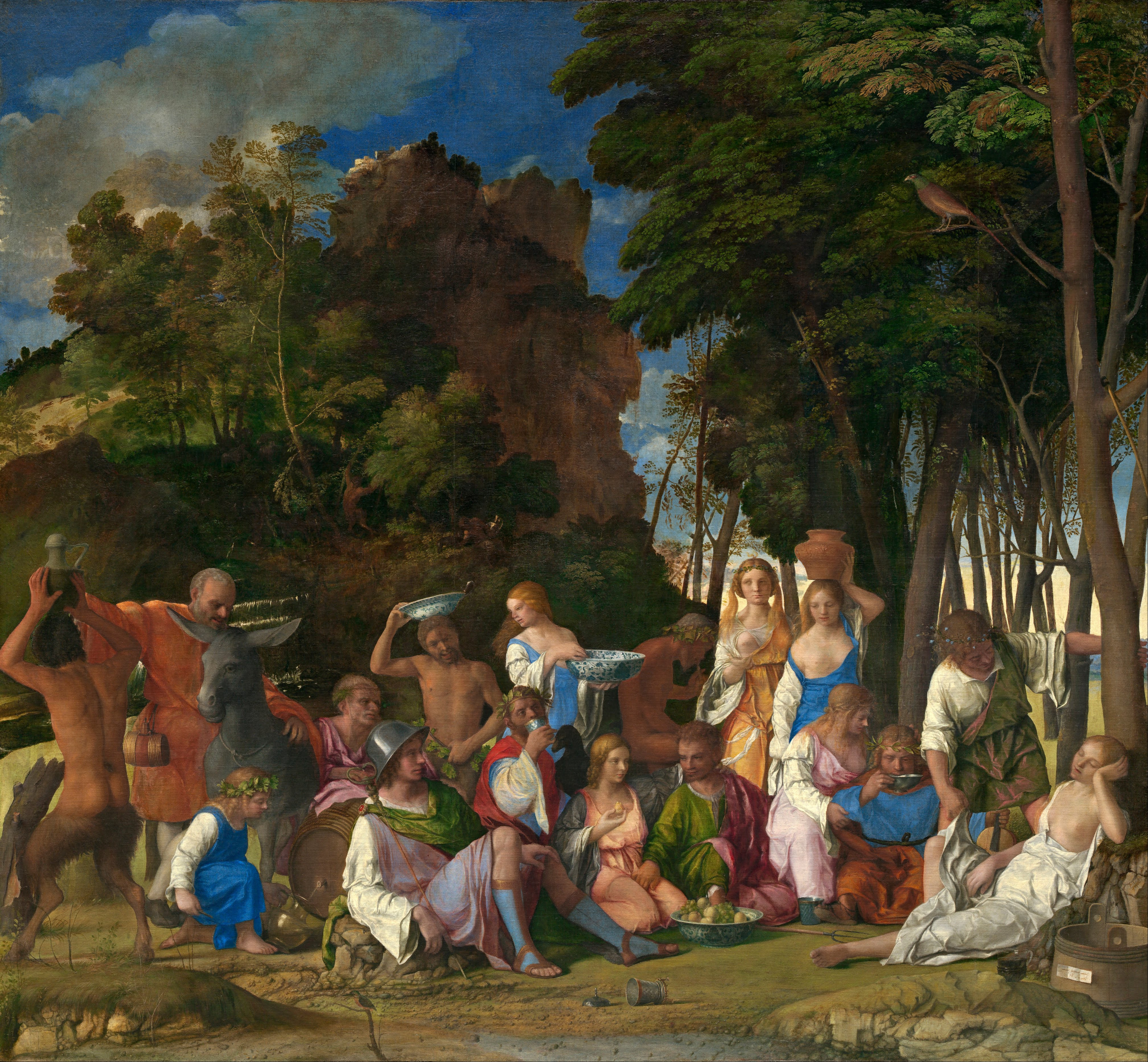
El festín de los dioses, h. 1514 acabado por su discípulo, Tiziano, 1529; óleo sobre lienzo; Galería Nacional de Arte, Washington D. C.

Giovanni Bellini se mantuvo activo y atento a novedades hasta el final. Sus últimas obras delatan la influencia del joven Giorgione. Durero, que visitó Venecia por segunda vez en 1506, mencionó a Giovanni Bellini como todavía el pintor más importante en la ciudad, y lleno de toda la cortesía y generosidad hacia los pintores extranjeros. En 1507 murió su hermano Gentile, y le legó el libro de esbozos de su padre Jacopo, pero la condición de terminar la Predicación de San Marcos en Alejandría(hoy en la Pinacoteca de Brera) que Gentile había dejado inacabado en la Scuola Grande di San Marco.
En la Virgen con Niño bendiciendo del Detroit Institute of Arts (1509) o la Virgen con Niño de Brera (1510) vuelve a separar el grupo sagrado del paisaje; pero hay una visión nueva que recuerda las conquistas de Giorgione, donde los elementos humanos resultan fundidos con la naturaleza. En la Virgen de Brera el análisis ha revelado la ausencia de dibujo bajo el paisaje, lo que pone en evidencia una confianza en el disponer la naturaleza llena y total. Cercana a esta obra es también una Virgen con Niño en la Galleria Borghese de Roma, quizá la última versión totalmente autógrafa del tema.
En 1513 la posición de Giovanni como único maestro (desde la muerte de su hermano y la de Alvise Vivarini) a cargo de las pinturas del Salón del Gran Consejo fue amenazada por uno de sus antiguos alumnos. El joven Tiziano deseaba una parte del mismo encargo, para que le pagasen en los mismos términos; primero se le concedió, luego se rescindió un año después y al cabo de otro año o dos se lo dieron de nuevo. Sin duda, el viejo maestro debió enfadarse por los métodos de su alumno.
En el último período de su actividad artística se enfrentó a temas mitológicos como en el año 1514 con El festín de los dioses, realizado para el studiolo del duque Alfonso de Ferrara (hoy en la Galería Nacional de Arte de Washington), técnicamente de altísimo nivel y muy cuidado. Tiziano, autor de los otros cuadros del studiolo, rehízo casi completamente el paisaje a la muerte del maestro en 1516.
De vuelta a temas religiosos, sin embargo, Giovanni Bellini es capaz aún de experimentar con soluciones modernas (en composición, formato, tema), lo que llevó a los críticos a atribuir la Embriaguez de Noé del Museo de Bellas Artes de Besanzón a Lotto o Tiziano.
Está enterrado en la Basílica de San Juan y San Pablo de Venecia, un lugar de enterramiento tradicional para los dogos.

## Características estilísticas

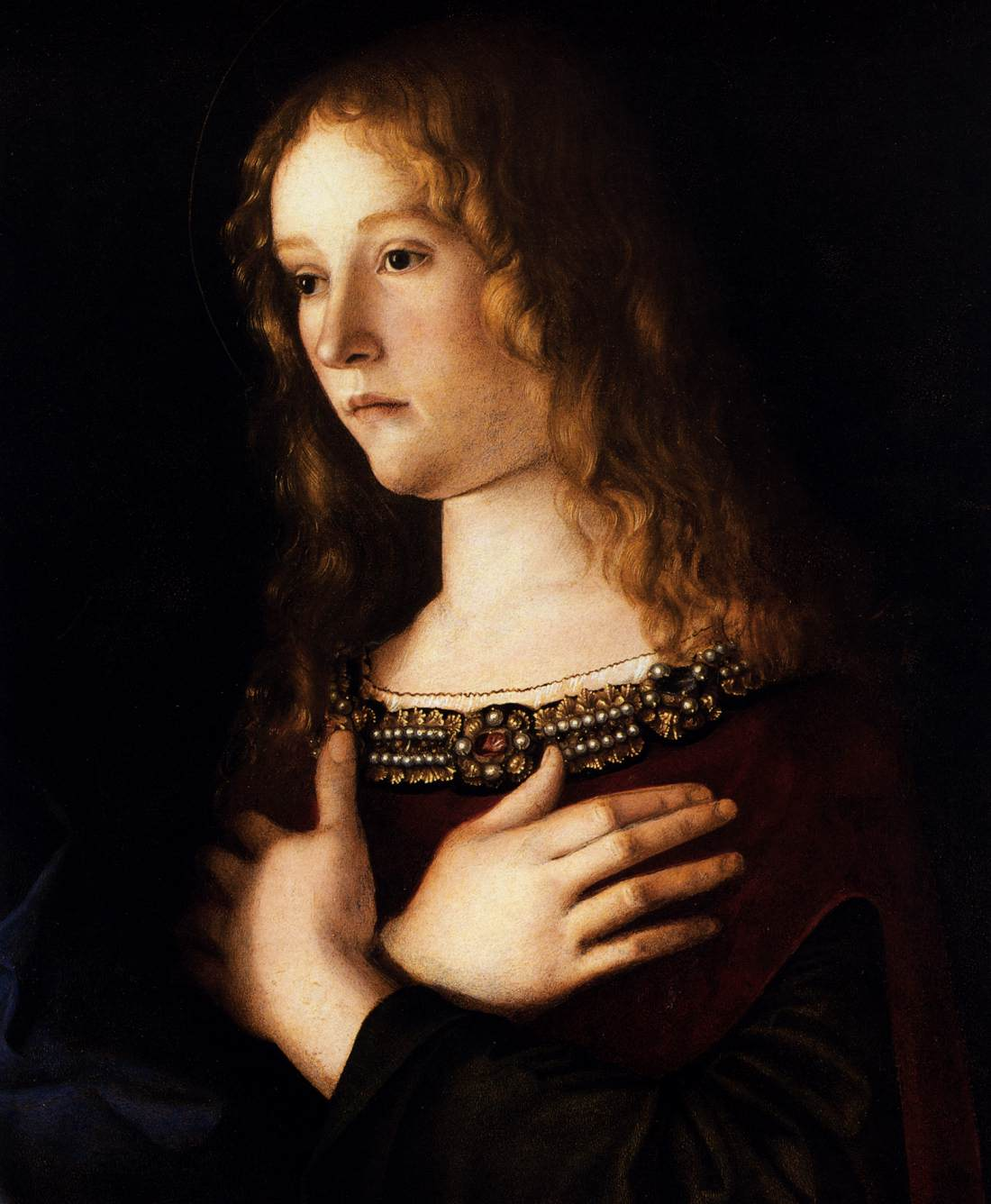
Detalle de la Magdalena, Galería de la Academia, Venecia.

La temática de su obra es predominantemente religiosa. Trató episodios de la vida de Jesús, el tema más frecuente es el de la crucifixión, representada a veces con la Virgen y San Juan a los pies de la Cruz. Las figuras, los elementos vegetales, animales y paisajistas asumen muy a menudo un valor simbólico bien codificado, aunque para los modernos la lectura puede no resultar siempre clara. Los pequeños cuadros devocionales de la Virgen con Niño, solos o acompañados de santos, eran generalmente encargos privados. Su significado no es sólo una "relación afectuosa entre la madre y el hijo" sino algo más complejo que muchas veces prefigura la Pasión de Cristo; en casi todas las pinturas el Niño está representado en posiciones que recuerdan la muerte.
Bellini aúna el plasticismo metafísico de Piero della Francesca con el realismo humano de Antonello da Messina, alejado del exasperado realismo de los flamencos y la profundidad cromática típica del Véneto, tomando el camino hacia el llamado "tonalismo" véneto. Gracias a su cuñado Andrea Mantegna, entra en contacto con las innovaciones del Renacimiento florentino. Con él trabajó en el viaje a Padua y lo influyó en la expresividad de los rostros y en la fuerza emotiva que transmiten los paisajes del fondo. En Padua, Bellini conoció la escultura de Donatello, que en esta época imprimía una carga expresionista a su obra, acercándose a un estilo más próximo al ambiente nórdico. Finalmente, conoció la novedad, también en la perspectiva de la escuela de Forlì, gracias al taller veneciano de Marco Palmezzano, el mejor discípulo de Melozzo da Forlì.
Giulio Carlo Argan revela que los rasgos característicos de la pintura de Bellini son el "tonalismo" cromático y la fusión armónica de "naturalismo clásico" y "espiritualidad cristiana".

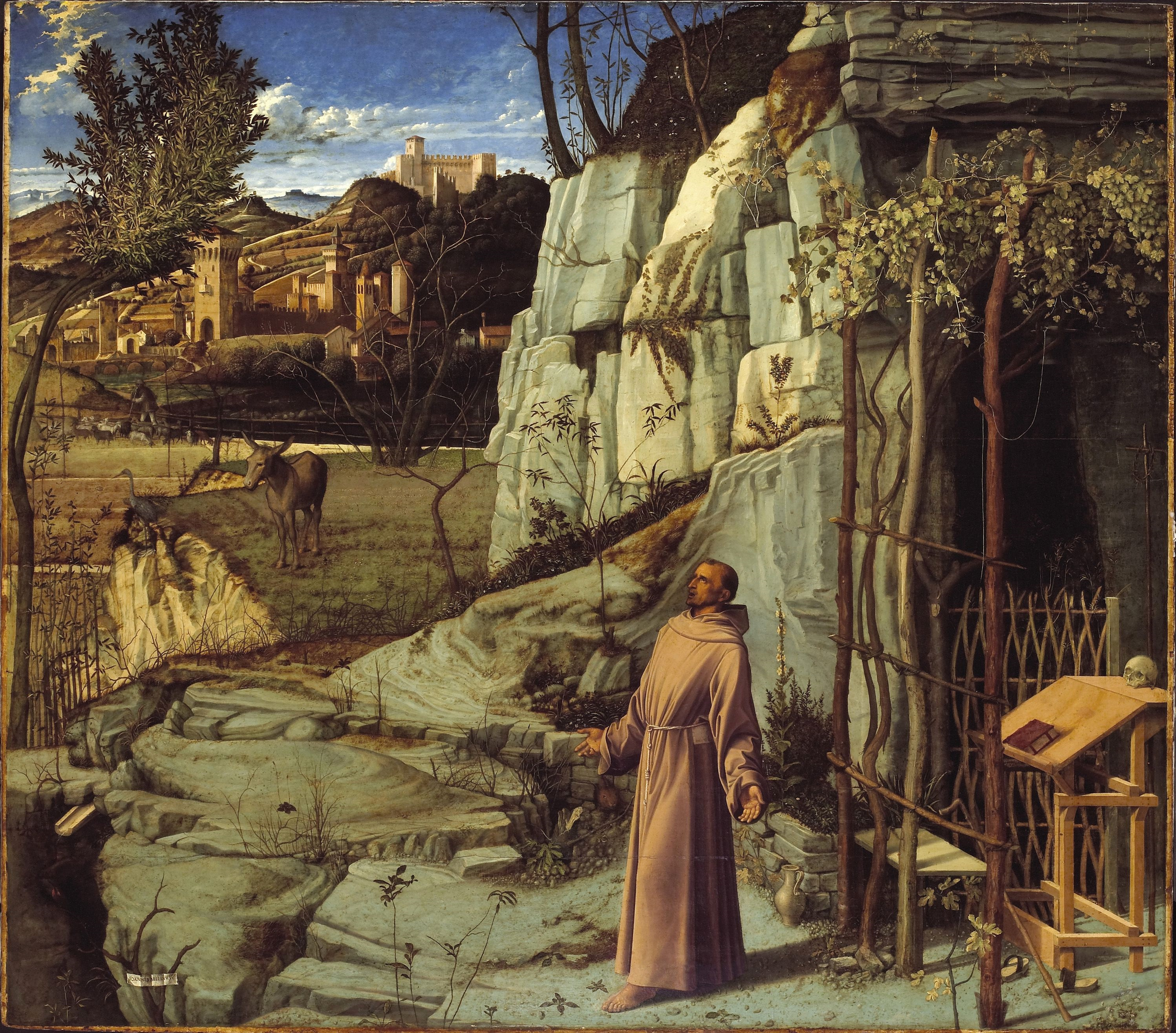
San Francisco en éxtasis, 1480; óleo y temple sobre tabla; colección Frick, Nueva York

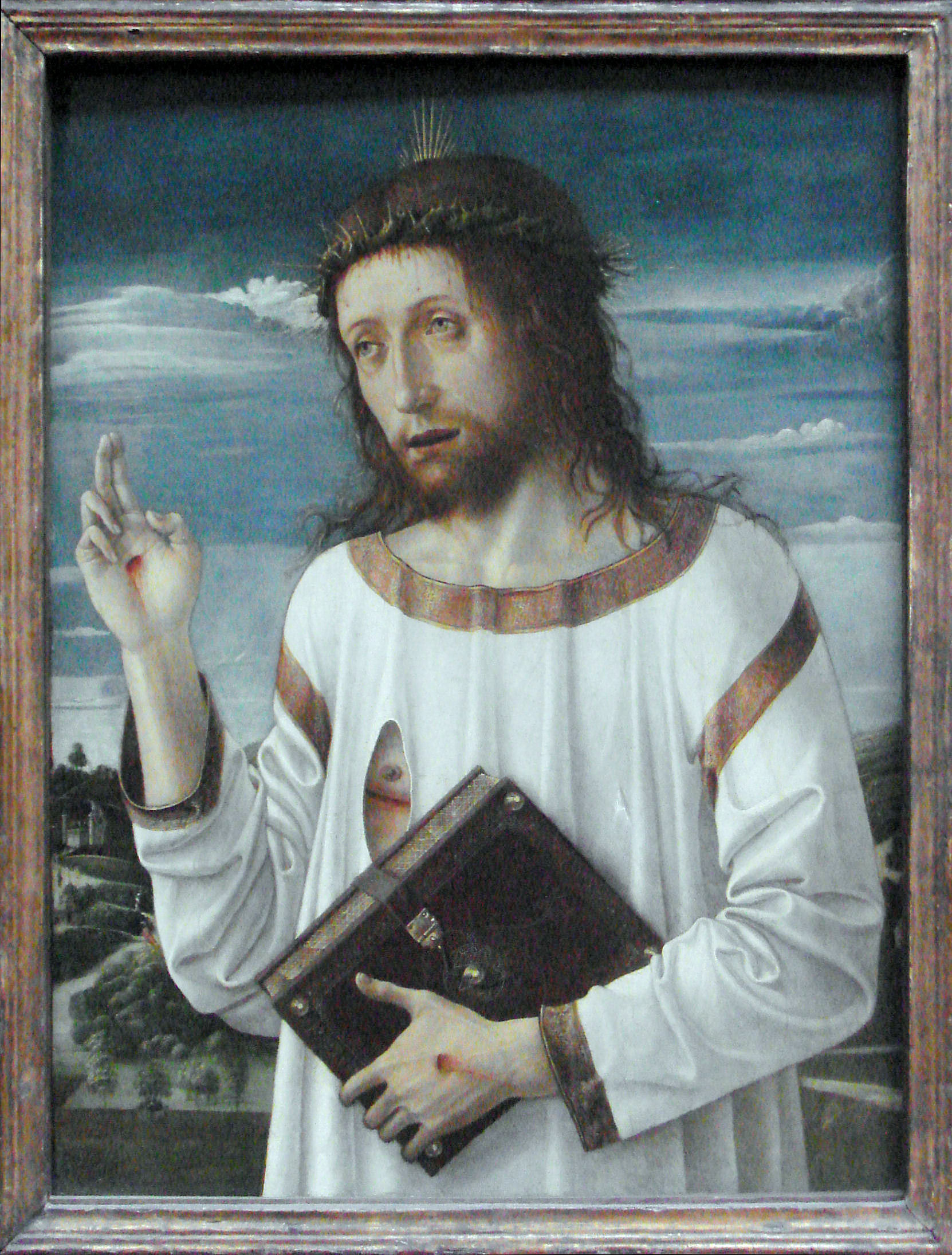
Cristo bendiciendo, 1465-1470. Nótese el borde de la túnica profusamente decorado con escritura pseudo-cúfica (véase detalle).

Tanto en el sentido artístico como en el mundano, la carrera de Giovanni Bellini fue, en conjunto, muy próspera. Su larga carrera comenzó con estilos cuatrocentistas pero maduró hasta un estilo renacentista post-Giorgione. Vivió hasta ver a su propia escuela deslumbrar y superar a la de sus rivales, los Vivarini de Murano; personificó, con poder creciente y maduro, toda la gravedad devocional y también gran parte del esplendor mundano de la Venecia de su tiempo. Sus principales discípulos fueron Giorgione, Tiziano y Sebastiano del Piombo. Otros alumnos del estudio de Bellini fueron Girolamo Santacroce, Vittore Belliniano, Rocco Marconi, Andrea Previtali Nicolò Rondinelli y posiblemente Bernardino Licinio.
En una perspectiva histórica, Bellini fue esencial para el desarrollo del Renacimiento italiano por su incorporación de estética del Norte de Europa. Significativamente influido por Antonello da Messina, que había pasado un tiempo en Flandes, Bellini hizo prevalente tanto el uso de la pintura al óleo, diferente de la pintura al temple que se usaba en aquella época por la mayor parte de los pintores renacentistas italianos, y el uso de un simbolismo disfrazado propio del Renacimiento nórdico. Como demuestran obras como San Francisco en éxtasis  (h. 1480, a la izquierda) y el Retablo de San Giobbe (h. 1478), Bellini usa el simbolismo religioso a través de elementos naturales, como vides y rocas. Aun así, su contribución más importante al arte reside en su experimentación con el uso del color y la atmósfera en la pintura al óleo.

## Obras

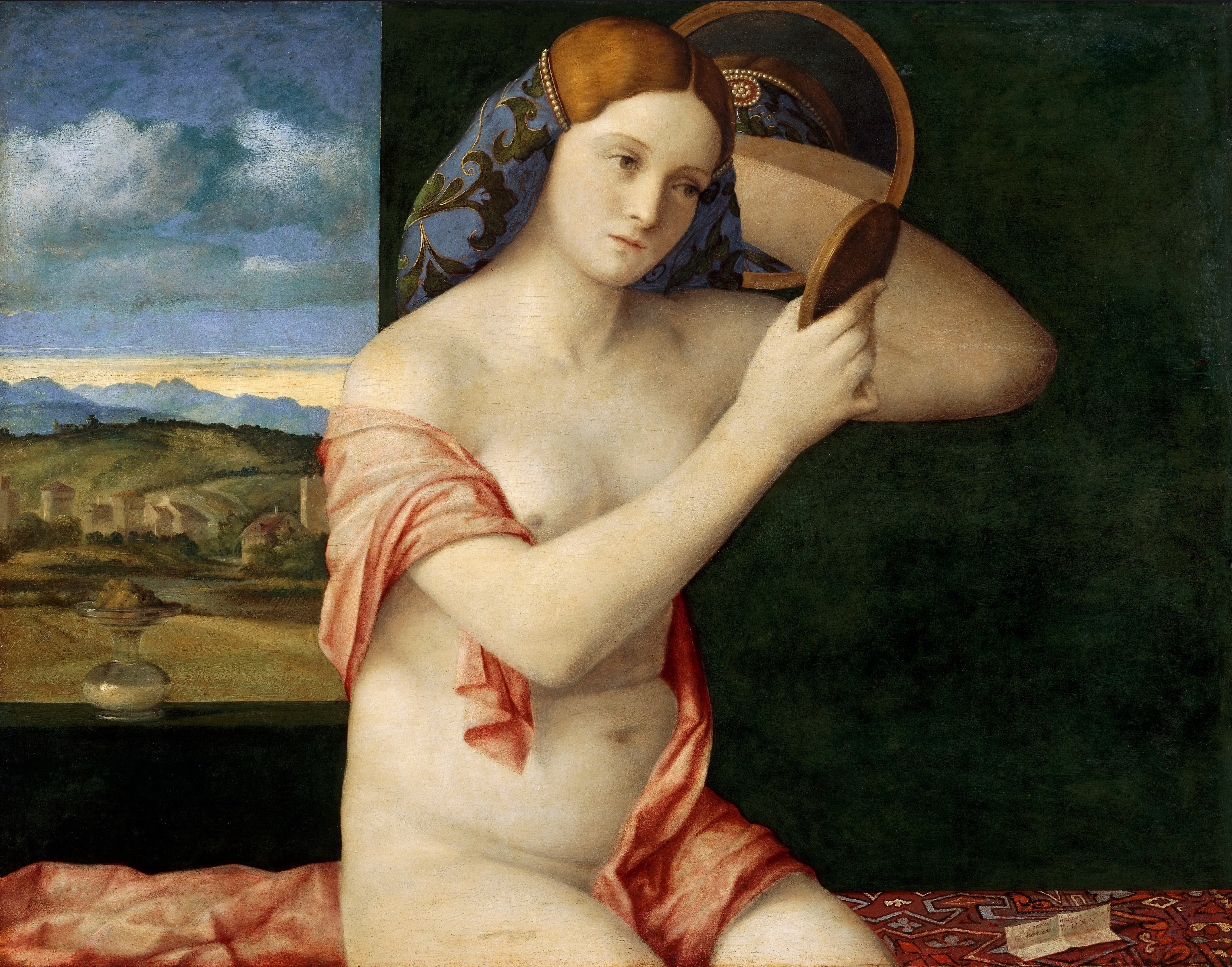
Mujer en su tocador o Joven desnuda al espejo, primer desnudo de Bellini, pintado cuando tenía alrededor de 82 años, h. 1515.

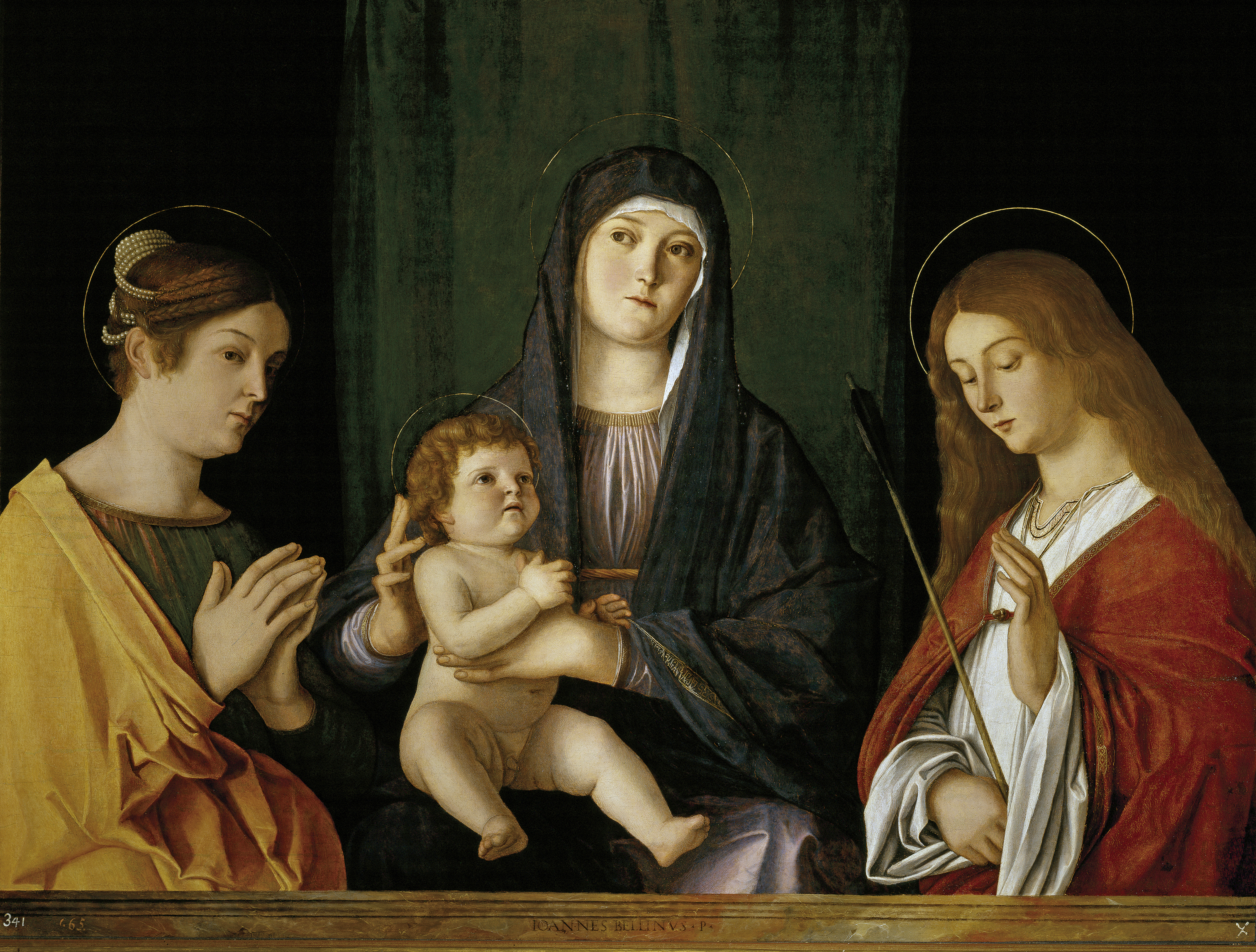
La Virgen y el Niño entre dos santas (Museo del Prado).

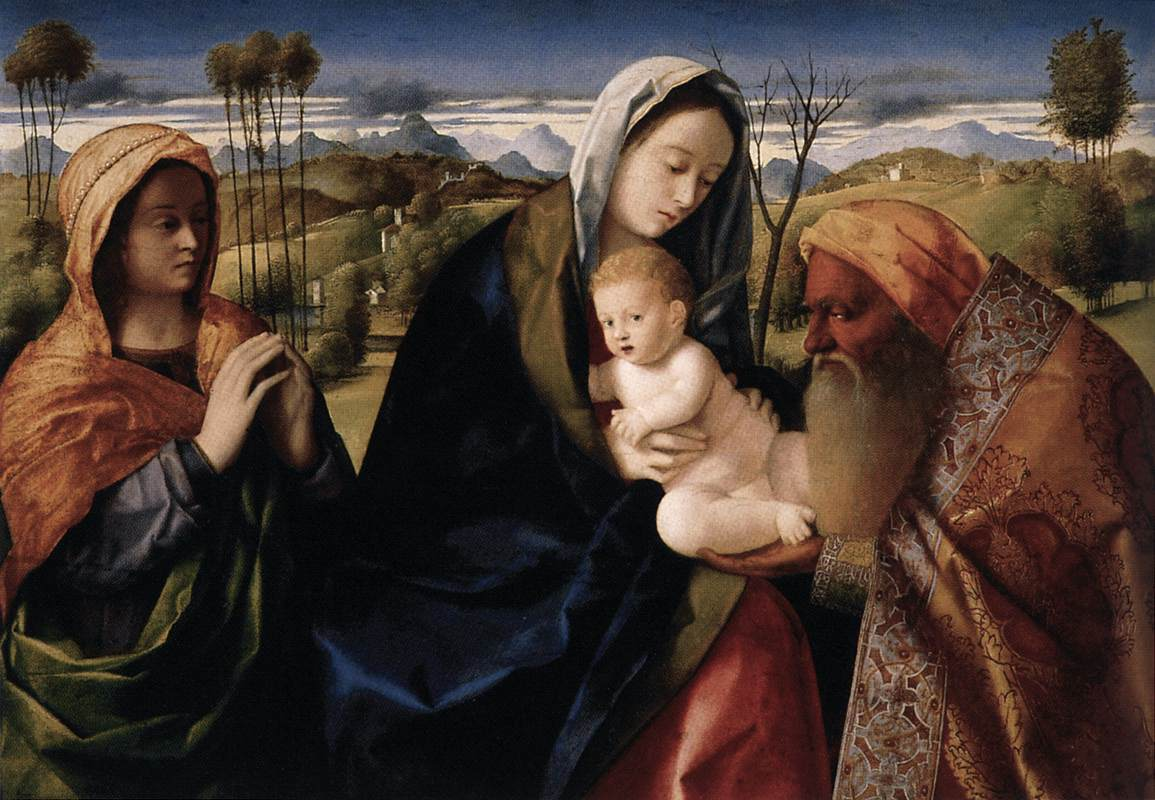
Nunc Dimittis, Museo Thyssen-Bornemisza, Madrid.

Las principales obras de Giovanni Bellini son las siguientes:
- La crucifixión (h. 1455) - temple sobre tabla, 54,5 x 30 cm, Museo Correr, Venecia
- Virgen y el niño (h. 1455) - temple sobre tabla, 50 x 32 cm, Museos Cívicos de Pavía
- La transfiguración (h. 1455-1460) - Temple sobre tabla, 134 x 68 cm,  Museo Correr, Venecia.
- Cristo en el Monte de los Olivos (h. 1459) - Temple sobre tabla, 81 x 127 cm, National Gallery de Londres
- Piedad (1460) - temple sobre tabla, 86 x 107 cm, Pinacoteca de Brera, Milán
- Políptico de San Vicente Ferrer (1464–1468) - temple sobre tabla, Basílica de San Juan y San Pablo, Venecia
- La coronación de la Virgen (1471–1474) - óleo sobre tabla, 262 x 240 cm, Musei Civici, Pesaro
- Resurrección de Cristo (1475–1479) - óleo sobre tabla, 148 x 128 cm, Staatliche Museen, Berlín
- San Francisco en éxtasis (h. 1480) - óleo sobre tabla, 124 x 142 cm, colección Frick, Nueva York
- Tríptico de los Frari  (1488) - óleo sobre tabla, Basílica de Santa María dei Frari, Venecia
- La transfiguración (h. 1480) - óleo sobre tabla, 116 x 154 cm, Museo de Capodimonte, Nápoles
- "Palla" de San Giobbe (h. 1487) - óleo sobre tabla, 471 x 258 cm,  Galería de la Academia, Venecia
- Palio del duque Barbarigo (1488) - óleo sobre lienzo, 200 x 320 cm, San Pedro Mártir, Murano

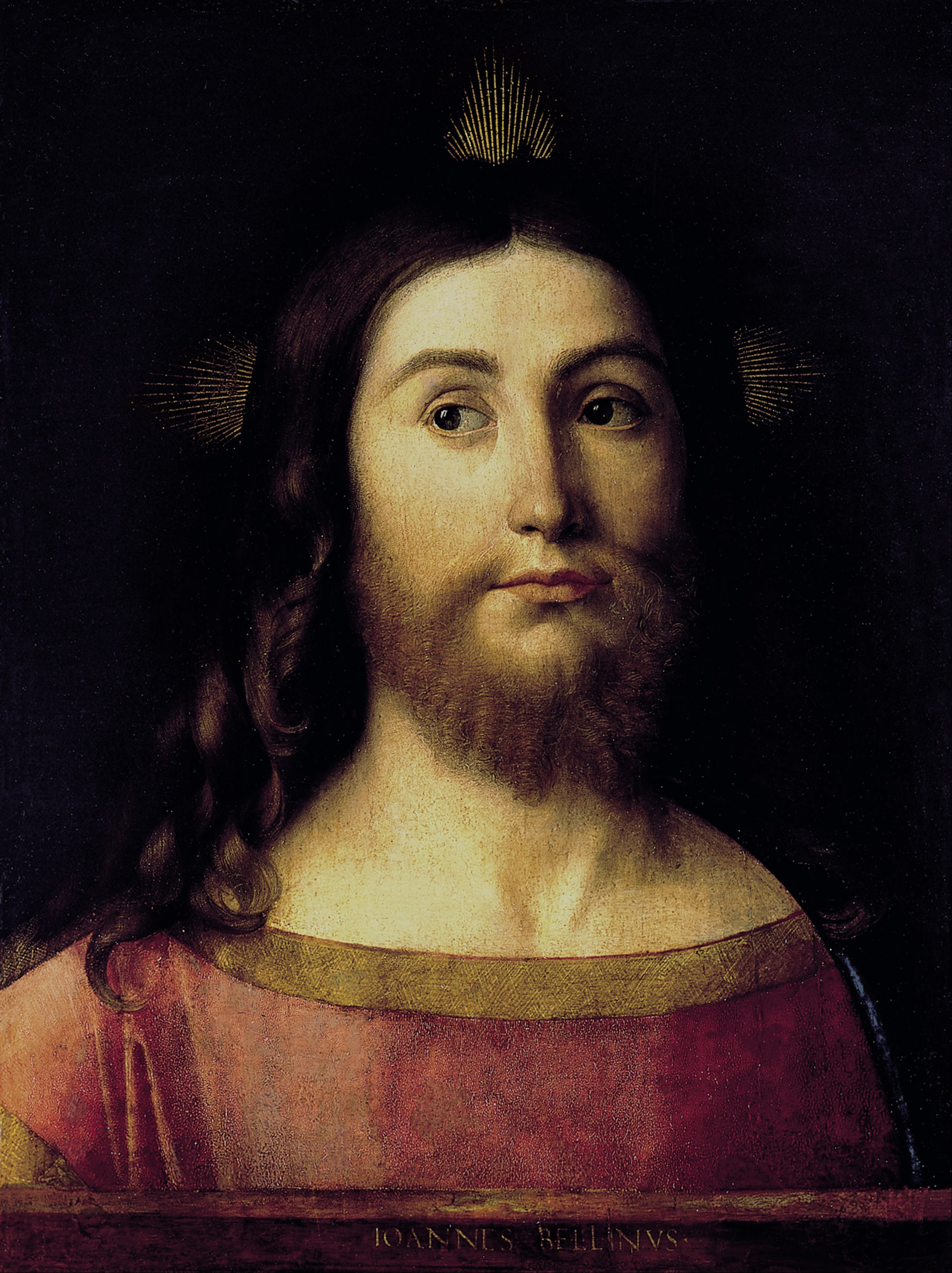
El Salvador, firmado "Ioannes Bellinvs". De esta obra existe un dibujo preparatorio en el British Museum de Londres,

- El Salvador, firmado "Ioannes Bellinvs". De esta obra existe un dibujo preparatorio en el British Museum de Londres, La alegoría sagrada o Sacra alegoría (h. 1490) - óleo sobre tabla, 73 x 199 cm, Galería de los Uffizi, Florencia
- La Virgen con el Niño entre las santas María Magdalena y Úrsula (1490) - óleo sobre tabla, 77x104 cm, Museo del Prado, Madrid
- El bautismo de Cristo (1500–1502) - óleo sobre lienzo, 400 x 263 cm, Santa Corona, Vicenza
- Santa conversación Giovanelli (1500–1504) - óleo sobre tabla, 75x 84 cm, Galería de la Academia, Venecia
- El dux Leonardo Loredan (h. 1501-1504) - óleo sobre tabla, 62x45 cm, National Gallery, Londres
- El Salvador (h.1502) - óleo sobre tabla, 44x33 cm, Real Academia de Bellas Artes de San Fernando, Madrid[7].
- Piedad (1505) - óleo sobre tabla, 65 x 90 cm, Galería de la Academia, Venecia
- La madonna del prado (1505) - óleo sobre lienzo transferido desde madera, 67 x 86 cm, National Gallery, Londres
- "Palla" de San Zacarías (1505) - óleo sobre lienzo transferido desde tabla, 402 x 273 cm, San Zacarías, Venecia
- San Jerónimo en el desierto (1505) - óleo sobre tabla, 49 x 39 cm, Galería Nacional de Arte, Washington, D. C.

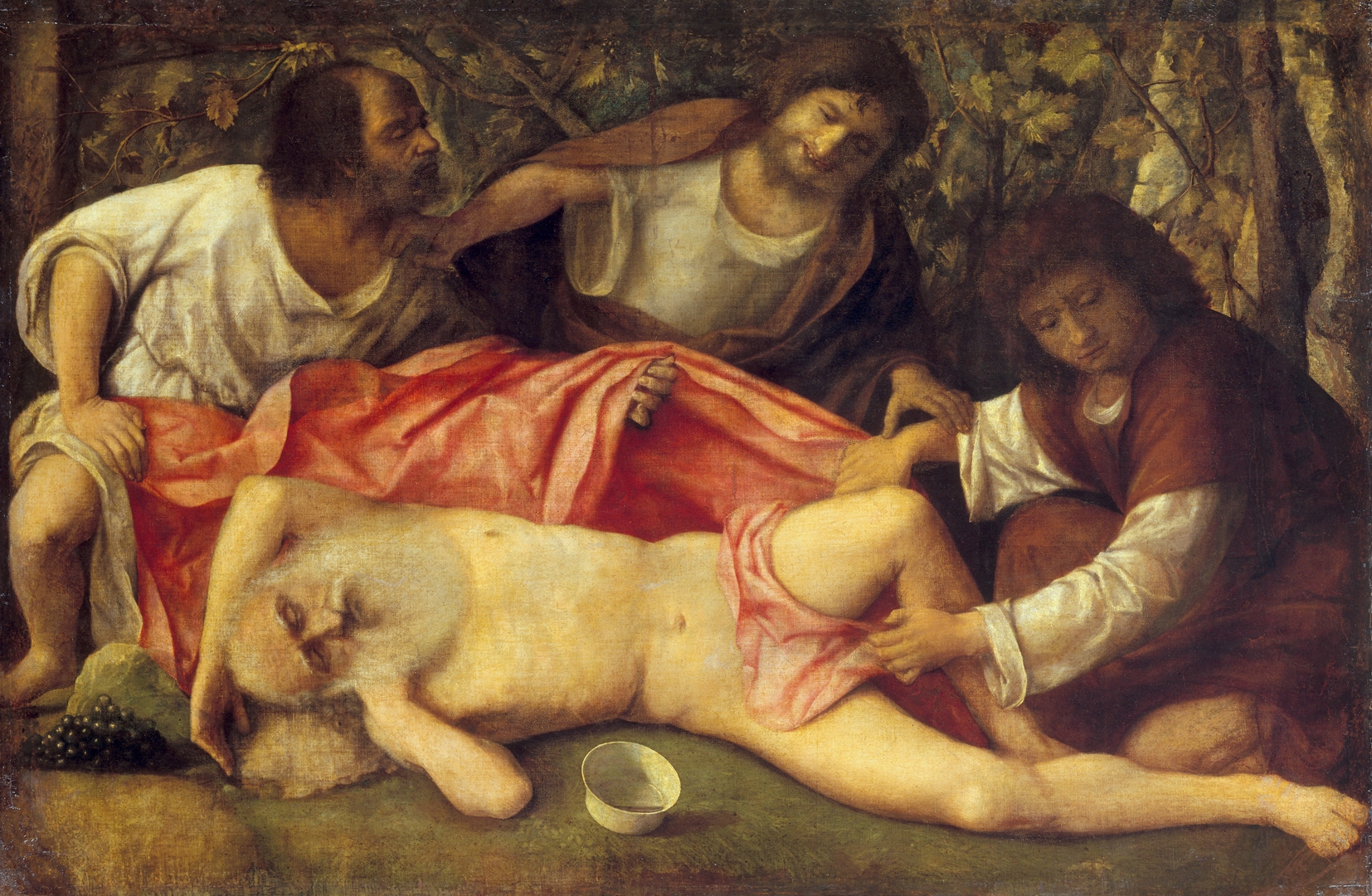
Embriaguez de Noé, Besanzón

- Nunc Dimittis (1505-1510) - óleo sobre tabla, 62 x 83  cm, Museo Thyssen-Bornemisza, Madrid
- Madonna (1510) - óleo sobre tabla, 85 x 118 cm, Pinacoteca de Brera, Milán
- "Palla" de San Crisostomo (1513) - óleo sobre tabla, 300 x 185 cm, S. Giovanni Crisostomo, Venecia
- El festín de los dioses (1514) - óleo sobre lienzo, 170 x 188 cm, Galería Nacional de Arte, Washington D. C.
- Mujer en su tocador (1515) - óleo sobre lienzo, 62 x 79 cm, Museo de Historia del Arte, Viena
- Embriaguez de Noé (h. 1515) - óleo sobre lienzo, 103 x 157 cm, Museo de Bellas Artes, Besanzón
- Resurrección de Cristo (Bellini)